# Yersinia pseudotuberculosis
Bakterie Yersinia pseudotuberculosis (rod Yersinia, čeleď Enterobacteriaceae) je původcem pseudotuberkulózy – bakteriálního onemocnění savců i ptáků, které je charakterizováno akutní septikémií a tvorbou sýrovitých uzlů (kaseózních nodulů) ve viscerálních orgánech, připomínajících tuberkulózní granulomy.

## Morfologie
Y. pseudotuberculosis představuje gramnegativní (G-) pleomorfní tyčky o průměrné velikosti 0,5 x 0,8-5,0 µm. Netvoří spory ani pouzdro. V zorném poli se nachází jednotlivě, ve shlucích nebo v krátkých řetízcích. Mohou se vyskytovat i kokoidní nebo dlouhé vláknité formy. Při kultivaci za teploty 20-28 °C tvoří peritrichózní bičíky, takže je pohyblivá, při teplotě nad 30 °C nikoliv. U městských holubů byla izolována v L-formě.

## Kultivace
Y. pseudotuberculosis roste na běžných půdách v rozmezí teplot 4-42 °C, s optimem při 30 °C. Některé sérotypy rostoucí při 28 °C vyžadují thiamin nebo pantotenát. Při 37 °C většina kmenů roste jen po přidání minimálně tří ze 4 faktorů – kyselina glutamová, thiamin, cystin a pantotenát. Jiné kmeny vyžadují všechny 4 faktory a nikotinamid. Na obyčejném agaru tvoří zpočátku hladké a průsvitné kolonie velikosti 0,5-1,0 mm, později šedé barvy a zapáchající po másle. V bujónu tvoří kroužek a stejnoměrný zákal, později sedimentující. Krevní agar nehemolyzuje.

## Biochemické vlastnosti
Y. pseudotuberculosis zkvašuje bez tvorby plynu arabinózu, dextrin, fruktózu, glukózu, glycerol, maltózu, mannitol, manózu, ramózu a trehalózu, obvykle také xylózu a salicin. Nezkvašuje sacharózu, dulcitol, inozitol, laktózu, rafinózu a sorbitol. Produkuje močovinu, katalázu a čpavek, sirovodík většinou nikoliv. Redukuje nitráty i metylénovou modř. Indol neprodukuje a želatinu nezkapalňuje.

## Odolnost v prostředí
Y. pseudotuberculosis je rychle inaktivována slunečním světlem, suchem, teplem i běžnými dezinfekčními prostředky. V lyofilizovaném stavu přežívá po roky.

### Antigenní struktura
U Y. pseudotuberculosis bylo prokázáno 15 termostabilních somatických O antigenů a 5 termolabilních bičíkových H antigenů. Podle O antigenů se rozlišuje 6 sérotypů, z nichž 4 se ještě dělí na subtypy (viz tab.). Existuje určitá antigenní příbuznost mezi O antigeny Y. pseudotuberculosis, E. coli a salmonel séroskupin B, D a E .
| Sérotyp | Subtyp | O antigeny | H antigeny |
| ------- | ------ | ---------- | ---------- |
| I       | A      | 1,2,3      | a,c        |
|         | B      | 1,2,4      | a,c        |
| II      | A      | 1,5,6      | a,d        |
|         | B      | 1,5,7      | a,d        |
| III     |        | 1,8        | a          |
| IV      | A      | 1,9,11     | a,b;b      |
|         | B      | 1,9,12     | a,b,d      |
| V       | A      | 1,10,14    | a; a,b,e   |
|         | B      | 1,10,15    | a          |
| VI      |        | 1,13       | a          |

U ptáků jsou nejčastěji izolovány kmeny patřící do sérotypu I, pak následují sérotypy II a IV. Sérotyp III se vyskytuje vzácně a sérotypy V a VI ještě nebyly u ptáků prokázány. Většina kmenů skupiny III produkovala termolabilní exotoxiny.